# Jaime Dayron Márquez
Jaime Dayron Márquez Gutiérrez (né le 11 juin 1983 à Pradera, Valle del Cauca) est un athlète colombien, spécialiste du lancer de javelot.
Son record personnel est de 80,61 m (Bogota, 2012) et il a participé aux Jeux olympiques de 2012.

## Biographie
Il remporte la médaille d’or lors des Championnats d'Amérique du Sud d'athlétisme 2019.

### Palmarès
| Date | Compétition                                      | Lieu         | Résultat | Épreuve | Performance |
| ---- | ------------------------------------------------ | ------------ | -------- | ------- | ----------- |
| 2008 | Championnats d'Amérique centrale et des Caraïbes | Cali         | 2e       | Javelot | 74,37 m     |
| 2009 | Championnats d'Amérique centrale et des Caraïbes | La Havane    | 2e       | Javelot | 78,91 m     |
| 2010 | Jeux d'Amérique centrale et des Caraïbes         | Mayagüez     | 2e       | Javelot | 76,31 m     |
| 2010 | Championnats ibéro-américains                    | San Fernando | 3e       | Javelot | 74,77 m     |
| 2011 | Championnats d'Amérique du Sud                   | Buenos Aires | 2e       | Javelot | 73,15 m     |
| 2014 | Championnats ibéro-américains                    | São Paulo    | 1er      | Javelot | 78,80 m     |
| 2016 | Championnats ibéro-américains                    | Buenos Aires | 2e       | Javelot | 80,08 m     |

### Records
| Épreuve | Performance  | Lieu     | Date            |
| ------- | ------------ | -------- | --------------- |
| Javelot | 82,39 m (NR) | Medellín | 10 juillet 2016 |